# Bharatganj Sigaul
Bharatganj Sigaul (nep. भरतगञ्ज सिंगौल) – gaun wikas samiti w środkowej części Nepalu w strefie Narajani w dystrykcie Bara. Według nepalskiego spisu powszechnego z 2001 roku liczył on 734 gospodarstw domowych i 4095 mieszkańców (2062 kobiet i 2033 mężczyzn).